# 弗里登费尔斯
弗里登费尔斯是德国巴伐利亚州的一个市镇。总面积16.28平方公里，总人口1279人，其中男性635人，女性644人（2011年12月31日），人口密度79人/平方公里。